# Gérard Debreu
Gérard Debreu (n. 4 iulie 1921, Calais, Nord-Pas-de-Calais, Franța – d. 31 decembrie 2004, Paris, Franța) a fost un economist francez, laureat al Premiului Nobel pentru Științe Economice (1983).